# 埃爾克霍恩鎮區 (愛荷華州韋伯斯特縣)
埃爾克霍恩鎮區（英語：Elkhorn Township）是位於美國愛荷華州韋伯斯特縣的一個行政鎮區。

## 地方資料
根據2010年美國人口普查的數據，埃爾克霍恩鎮區的面積為93.02平方千米，當中陸地面積為92.94平方千米，而水域面積為0.08平方千米。當地共有人口734人，而人口密度為每平方千米7.89人。